# Весли Снајпс
Весли Снајпс (енгл. Wesley Snipes) је афроамерички филмски глумац, који је рођен 31. јула 1962. године у Орланду (Флорида, САД).

## Биографија
Снајпс је одрастао у Бронксу (Њујорк, САД) где је похађао часове глуме на High School for the Performing Arts, али када му се мајка развела, он се са њом враћа у Орландо. Матурирао је на Jones High School, а касније и на State University of New York College at Purchase. Унајмљен је за видео-спот "Bad" певача Мајкла Џексона, 1987. године. Своје прве веће улоге је остварио у филмовима Краљ Њујорка (1990) и Њу Џек Сити (1991). Познатији филмови у којима је играо су: Белци не умеју да скачу, Путник 57, Разбијач, Воз пун лове и трилогија Блејда (Блејд, Блејд 2, Блејд: Тројство).

## Приватни живот
Био је у браку од 1985. до 1990. године, из кога има једног сина. Поново се венчао 2003. године са Некјанг "Ники" Парк, са којом има двоје деце.
Године 2008. је осуђен по три прекршајна основа због намерног пропуста да пријави приходе ради опорезивања. Оптужен је да у периоду од 1999. до 2001. није платио порез од 14 милиона долара. Његов тим адвоката је окривио глумчевог бившег пореског саветника, који је у то време бринуо о Снајпсовим финансијама. 2010. године је изгубио жалбу на нижем, а 2011. и на врховном суду. У затвору је провео две и по од три досуђене године. Остатак казне је требало да проведе у кућном притвору.

## Филмографија
| Улоге  |                                      |                      |                                 |          |
| Година | Српски назив                         | Изворни назив        | Улога                           | Напомена |
| 1986.  |                                      |                      | Trumaine                        |          |
| 1986.  |                                      |                      | Roland Jenkins                  |          |
| 1987.  |                                      |                      | Ambulance Driver                |          |
| 1989.  |                                      |                      | Willie Mays Hayes               |          |
| 1990.  | Краљ Њујорка                         | King of New York     | Thomas Flanigan                 |          |
| 1990.  |                                      |                      | Shadow Henderson                |          |
| 1991.  | Њу Џек Сити                          |                      | Nino Brown                      |          |
| 1991.  | Љубавна грозница                     |                      | Flipper Purify                  |          |
| 1992.  |                                      |                      | Raymond Hill                    |          |
| 1992.  | Белци не умеју да скачу              | White Men Can't Jump | Sidney Deane                    |          |
| 1992.  | Путник 57                            | Passenger 57         | John Cutter                     |          |
| 1993.  |                                      |                      | Jimmy Mercer                    |          |
| 1993.  | Излазеће сунце                       | Rising Sun           | Lt. Web Smith                   |          |
| 1993.  | Разбијач                             | Demolition Man       | Simon Phoenix                   |          |
| 1994.  |                                      |                      | Roemello Skuggs                 |          |
| 1994.  | Зона пада                            |                      | Pete Nessip                     |          |
| 1995.  | За Вонг Фу, хвала за све! Џули Њумар |                      | Noxeema Jackson                 |          |
| 1995.  | Воз пун лове                         | Money Train          | John                            |          |
| 1996.  |                                      |                      | George Du Vaul                  |          |
| 1996.  | Обожавалац                           |                      | Bobby Rayburn                   |          |
| 1997.  |                                      |                      | Det. Harlan Regis               |          |
| 1997.  |                                      |                      | Max Carlyle                     |          |
| 1998.  | Ловци на бегунце                     | U.S. Marshals        | Mark J. Sheridan/Warren/Roberts |          |
| 1998.  |                                      |                      | Will Sinclair                   |          |
| 1998.  | Блејд                                | Blade                | Блејд                           |          |
| 1998.  |                                      |                      | Obike Fixx                      |          |
| 2000.  | Сам против свих                      |                      | Neil Shaw                       |          |
| 2000.  |                                      |                      | Franklin Swift                  |          |
| 2002.  |                                      |                      | Joe                             |          |
| 2002.  |                                      |                      | Fletcher                        |          |
| 2002.  | Блејд 2                              | Blade II             | Блејд                           |          |
| 2002.  | Непобедиви                           |                      | Monroe Hutchens                 |          |
| 2004.  |                                      |                      | Dean Cage                       |          |
| 2004.  | Блејд: Тројство                      | Blade: Trinity       | Блејд                           |          |
| 2005.  |                                      |                      | Painter                         |          |
| 2006.  |                                      |                      | Lucky                           |          |
| 2006.  |                                      |                      | E. Lorenz                       |          |
| 2006.  |                                      |                      | Sonni Griffith                  |          |
| 2021.  | Принц открива Америку 2              |                      | General Izzi                    |          |
| 2024.  | Дедпул и Вулверин                    |                      | Блејд                           |          |

### Познати глумци и глумице са којима је сарађивао
- Крис Кристоферсон (Блејд, Блејд 2, Блејд: Тројство)
- Џенифер Лопез (Money Train)
- Силвестер Сталоне (Разбијач)
- Сандра Булок (Разбијач)
- Вуди Харелсон (White Men Can't Jump, Money Train)
- Кристофер Вокен (Краљ Њујорка)
- Хали Бери (Jungle Fever)
- Самјуел Л. Џексон (Jungle Fever)
- Шон Конери (Rising Sun)
- Витни Хјустон (Waiting to Exhale)
- Роберт де Ниро (The Fan)
- Томи Ли Џоунс (U.S. Marshals)